# Pestalopezia rhododendri
Pestalopezia rhododendri är en svampart som beskrevs av Seaver 1942. Pestalopezia rhododendri ingår i släktet Pestalopezia och familjen Helotiaceae.   Inga underarter finns listade i Catalogue of Life.